# Balod
Balod è una suddivisione dell'India, classificata come nagar panchayat, di 21.044 abitanti, situata nel distretto di Durg, nello stato federato del Chhattisgarh. In base al numero di abitanti la città rientra nella classe III (da 20.000 a 49.999 persone).

## Geografia fisica
La città è situata a 20° 43' 48 N e 81° 12' 17 E e ha un'altitudine di 323 m s.l.m..

## Società

### Evoluzione demografica
Al censimento del 2001 la popolazione di Balod assommava a 21.044 persone, delle quali 10.687 maschi e 10.357 femmine. I bambini di età inferiore o uguale ai sei anni assommavano a 2.759, dei quali 1.446 maschi e 1.313 femmine. Infine, coloro che erano in grado di saper almeno leggere e scrivere erano 15.370, dei quali 8.546 maschi e 6.824 femmine.